# Dřevěnice
Dřevěnice település Csehországban, a Jičíni járásban. Dřevěnice Lužany, Radim, Úbislavice és Úlibice településekkel határos. Lakosainak száma 300 fő (2024. január 1.).

## Népesség
A település lakosságának változását az alábbi diagram mutatja:
| Lakosok száma | 641  | 611  | 501  | 317  | 223  | 190  | 233  | 247  | 266  | 300  |
|               | 1869 | 1890 | 1921 | 1950 | 1980 | 2001 | 2017 | 2019 | 2022 | 2024 |